# 前田裕太
前田 裕太（まえだ ゆうた、1992年8月25日 - ）は、日本のお笑い芸人。お笑いコンビ「ティモンディ」のツッコミ・ネタ作成担当。立ち位置は向かって左。グレープカンパニー所属。

## 来歴
神奈川県相模原市出身。相模原市立相武台小学校、相模原市立相武台中学校、愛媛県の済美高校を経て、駒澤大学法学部卒業。明治大学法科大学院中退。
中学生時は設立後間もない硬式野球チーム「座間ボーイズ」の3期生でエースピッチャーだった。
済美高校2年次から控え投手兼野手としてベンチ入り。3年次は一塁コーチだったが、50m6秒4、筋力は野球メーカーが行っている全国の高校野球部員対象の筋力測定（ゼット測定）で高校1年次、2年次に全国1位を記録した。3年のときにはスクワットで280キロを上げた。高岸曰く当時の前田の身体は今の9倍。左投左打。高校通算16本塁打。MAX139km/h。持ち玉はストレート、カーブ、スライダー。事務所の先輩である富澤たけし（サンドウィッチマン）の草野球チーム「草野球伝説」に所属し、ヤンキースの田中将大と草野球で対戦したことがある。炎の体育会TVでは元プロ野球選手4人抜きを達成したことがある。
プロ野球選手になる夢が叶いそうにないと感じ、大学では野球をやらなかった。親戚が法律事務所をやっていたため、その道に行こうと思い、法学部に進学。大学時代は法律研究サークルに入る。弁護士を目指して旧司法試験を受験していた
。成績が良く、教授からの勧めで2、3校の試験を受けたところ、受験した全ての大学で学費全額免除だったため大学院へ進学した。大学院では憲法と刑法をメインに学んだ。

## 人物
- 身長175cm、体重68kg。足のサイズ27.5cm。血液型B型。
- 身体能力が高く、跳び箱16段(2m36cm)を1発で跳んだり、ローラーボーラーにすぐ乗ることができた[18]。フライパン曲げもできる（相方・高岸も別番組でフライパン曲げを行ったことがある[19]）。
- 夢は高岸に始球式を投げさせる事[16]。2020年10月4日ヤクルトVS広島戦、神宮球場で初始球式を行い、前田はキャッチャーを務めた[20]。
- 好きな食べ物は寿司（特にイカ）。甘党で練乳は直飲みするもの[21]。辛いものは苦手。
- 好きなプロ野球の球団は全球団。12球団以外では特に愛媛マンダリンパイレーツを応援している[22]。
- 選手で特に応援しているのは同い年の’92年組[23]。
- 子どもの頃に憧れていた選手は松坂大輔[22]。
- 趣味として読書を挙げており、敬愛する作家は伊坂幸太郎、万城目学、森見登美彦で自宅の本棚を紹介する企画では森見登美彦の四畳半王国見聞録、四畳半神話大系、夜は短し歩けよ乙女などを愛読していると語っている。他には天才たちの人生図鑑、石の辞典、基本刑法などを所持[24][25][26]。
- サッカー観戦も趣味でボルシア・ドルトムントが好き。舞台衣装にもBVBのバッジをつけている。
- King & Princeのファンで推しは岩橋玄樹。
- 高校時代は女子校のバレー部の子と付き合ってた[27] が、遠距離になり別れた[28]。大学時代の彼女に自分で裁縫した服をプレゼントしたり[29]、「爪を塗って欲しい」といわれ、爪を彩る術を身につけた他、爪の歴史を紀元前3000年の古代エジプト文明まで遡って勉強したことがある[30]。 乙女心を受け止めるコラムを連載中。
- 7年間塾講師のアルバイトとして働いていたことがあり、富澤の息子の家庭教師もしていた[31]。Youtubeチャンネルでは子供が楽しくなる勉強法を教える「前田塾」の企画がある。テーマは「もしも高岸が光の速さでボールを投げたら」など物理的に不可能なことを高岸ができる前提のものが多いが、考察は論理的で真面目な内容。
- 古着が好き。裁縫が趣味で自分が着るシャツやパンツも作っている[10][32]。
- サンリオキャラクターではバッドばつ丸が好きで小銭入れやスマートフォンケースを所持している[33]。
- 懐メロをよく聴き、ラジオで 『忍たま乱太郎』のエンディングテーマである四方八方肘鉄砲、マツケンサンバⅡ、 『おかあさんといっしょ』内、ぐ〜チョコランタンの曲「スプラッピ・スプラッパ」を選曲したことがある。
- 芸人を始めてから4年間住んだ街は高円寺[34]。
- ゴルフは、2020年2月にGDOの連載企画「野球芸人ティモンディのゴルフ・トライアウト無限大」を機に始める[35]。

## 出演

### テレビ
- そんなコト考えた事なかったクイズ!トリニクって何の肉!?（朝日放送、2019年5月14日、2020年3月3日、5月5日）
- 球辞苑 〜プロ野球が100倍楽しくなるキーワードたち〜（NHK BS1）
  - 2020年12月12日「エラー」[36]、2022年1月29日「ルーキー」・12月4日「延長戦」
- 嗚呼!!みんなの動物園（日本テレビ）
  - 「保護猫預かりボランティア」のコーナーに不定期出演[37]。番組内では「ニャレ兄」の愛称で呼ばれている[38]。

### ラジオ
- ティモンディ前田裕太の学べばわかる！マネー大学（ラジオNIKKEI、2023年11月1日 - 〈毎週水曜日18:00 - 18:30〉） - パーソナリティ[39]
- GURU GURU!（J-WAVE、2024年10月2日 - ） - 水曜ナビゲーター（福留光帆と共に）[40]
- ティモンディ前田の、イカラジオ（FM愛媛、2024年10月6日 - 〈毎週日曜日21:00 - 21:30〉） - パーソナリティ
- ゆと端会議（YouTubeラジオ局PILOT・RCCラジオ、2021年8月23日〈22日深夜〉、30日〈29日深夜〉、11月8日〈7日深夜〉、15日〈14日深夜〉） - パーソナリティー（「ゆとりっ娘たちのたわごと」と共に）
- Will D（2024年11月5日、GERA） - パーソナリティ

### CM
- JRA日本中央競馬会（2019年）
  - ｢リアルHOT HOLIDAYS!」vol.1 - vol.5　一般客 役

## 連載
- ティモンディ前田裕太の乙女心、受け止めます！（ar Web、2020年6月6日[41] - 2021年7月24日[42]）
  - 僕のあまのじゃく（ar web、2021年8月7日[43] - 2023年11月） - 上記連載のリニューアル版
- ティモンディ前田裕太の“おとな”入門[44]（おとなの週末Web、2021年12月16日[45] - 2024年8月28日）
- ティモンディ前田裕太のブンデスリーガLIFE[46]（スカパー!SOCCER、2022年2月22日[47] - 5月）